# Opal Tometi
Opal Tometi (Phoenix, 15 agosto 1984) è una scrittrice e attivista statunitense dei diritti umani.
È cofondatrice di Black Lives Matter (BLM) ed ex direttrice esecutiva della prima organizzazione nazionale per i diritti degli immigrati negli Stati Uniti delle persone di origine africana, la Black Alliance for Just Immigration (BAJI).
Con la BLM mira a portare l'attenzione sulle disuguaglianze razziali affrontate dai neri. Ha iniziato come organizzatrice di comunità nella sua città natale, sostenendo le questioni dei diritti umani. Ha condotto una campagna per promuovere i diritti umani, i diritti dei migranti e la giustizia razziale in tutto il mondo. Ha anche lavorato a favore dei sopravvissuti alla violenza domestica.

## Biografia
Opal Tometi è figlia di immigrati nigeriani. È la maggiore di tre figli e ha due fratelli più piccoli. È cresciuta a Phoenix in Arizona, e ora vive a Brooklyn, New York. Ha conseguito un Bachelor of Arts in storia presso l'Università dell'Arizona e un Master in Comunicazione e Advocacy presso l'Università statale dell'Arizona. Il 7 maggio 2016 ha ricevuto una laurea honoris causa in scienze dalla Clarkson University.

## Attivismo

### Black Lives Matter
La Tometi, con Patrisse Cullors e Alicia Garza, ha fondato Black Lives Matter nel 2013 ed è accreditata di aver creato gli aspetti dei social media del movimento.

### Black Alliance for Just Immigration
Ha lavorato anche come condirettore e direttore delle comunicazioni, prima di diventare direttore esecutivo di BAJI. I suoi contributi includevano le principali iniziative organizzative per una manifestazione per la giustizia degli immigrati e il primo briefing del Congresso sugli immigrati neri a Washington.

## Altro
Ha parlato alla Susquehanna University, alla Facing Race Conference del 2012, al Summit delle idee dell'Aspen Institute e al Grinnell College Technology and Human Rights Symposium. Ha parlato alle Nazioni Unite e ha collaborato con il Forum globale delle Nazioni Unite sulla migrazione e la Commissione sulla condizione delle donne. Mentre era all'Università dell'Arizona, si è offerta volontaria per l'American Civil Liberties Union. È inoltre coinvolta in Black Organizing for Leadership and Dignity ed è membro di Theta Nu Xi Multicultural Sorority, Inc.
È apparsa in diversi media, tra cui Glamour, Essence, CNN, MSNBC, e BET. I suoi scritti sono stati pubblicati da diversi media tra cui The Huffington Post e Time La Tometi continua a collaborare con le comunità di Los Angeles, Phoenix, New York City, Oakland, Washington e con le comunità degli Stati Uniti meridionali.

## Riconoscimenti e premi
È stata definita come nuova leader per i diritti civili da Essence Magazine nel 2014 e dal Los Angeles Times nel 2013. È stata inserita nell'elenco Root 100 degli afroamericani tra i 25 e i 45 anni, nella lista delle 100 donne straordinarie di Cosmopolitan. Insieme a Garza e Cullors, è stata nominata, nel 2013, dalla rivista Time, nelle 100 Women of the Year e Politico 50 2015 Guide to Thinkers, Doers, and Visionaries. Nel 2016 è stata, insieme alle sue colleghe cofondatrici, nella lista di Fortune dei World's Greatest Leaders. Nel 2017 ha ricevuto il Letelier-Moffitt Human Rights Award. È anche presente nello Smithsonian's National Museum for African American History and Culture (NMAAHC). Nel 2018 è stata inclusa, dal Guardian, nell'elenco dei 200 leader che incarnano il lavoro di Frederick Douglass. Nel 2019, insieme ai coautori Alicia Garza e Patrisse Khan-Cullors, ha ricevuto un PEN Oakland Josephine Miles Literary Award per When They Call You a Terrorist: A Black Lives Matter Memoir. Recentemente, è apparsa sulla copertina di Time e di Guardian Nigeria Magazine. È stata inclusa nella Time 100 delle persone più influenti del 2020 ed è nella lista delle 100 donne della BBC annunciata il 23 novembre 2020